# Regione Occidentale Superiore
La Regione Occidentale Superiore (ufficialmente Upper West Region, in inglese) è una regione del Ghana. Ha capoluogo Wa. Con una superficie complessiva di 18.476 km² e una popolazione di 849.123 abitanti (dati del 2010) è la decima regione più popolosa del Ghana.

## Distretti

Distretti della Regione Occidentale Superiore

La Regione Occidentale Superiore è suddivisa in 11 distretti:
| Distretto                           | Capoluogo | Tipo                 |
| ----------------------------------- | --------- | -------------------- |
| Distretto di Daffiama Bussie Issa   | Issa      | Distretto ordinario  |
| Distretto municipale di Jirapa      | Jirapa    | Distretto municipale |
| Distretto di Lambussie Karni        | Lambussie | Distretto ordinario  |
| Distretto municipale di Lawra       | Lawra     | Distretto municipale |
| Distretto di Nadowli-Kaleo          | Nadowli   | Distretto ordinario  |
| Distretto municipale di Nandom      | Nandom    | Distretto municipale |
| Distretto municipale di Sissala Est | Tumu      | Distretto municipale |
| Distretto di Sissala Ovest          | Gwollu    | Distretto ordinario  |
| Distretto di Wa Est                 | Funsi     | Distretto ordinario  |
| Distretto municipale di Wa          | Wa        | Distretto municipale |
| Distretto di Wa Ovest               | Wechiau   | Distretto ordinario  |